# Lo-Lo

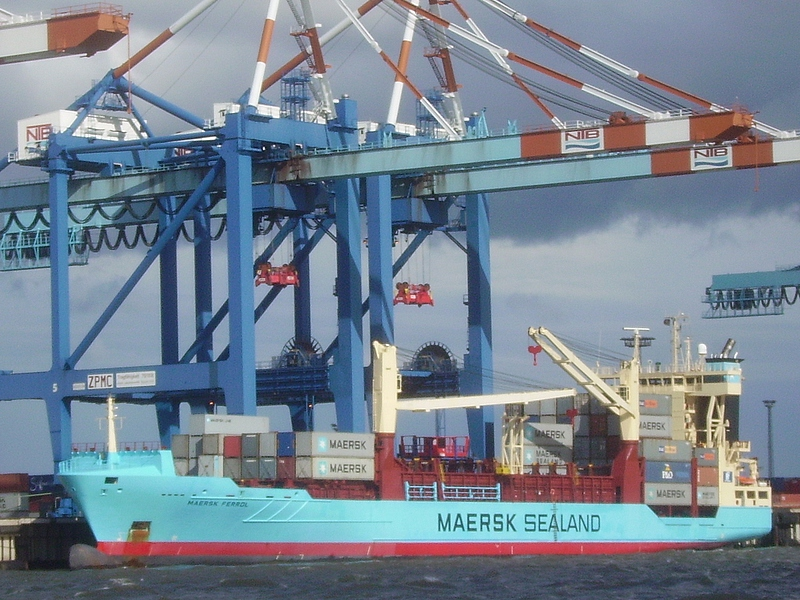
Buque de carga Lo-Lo.

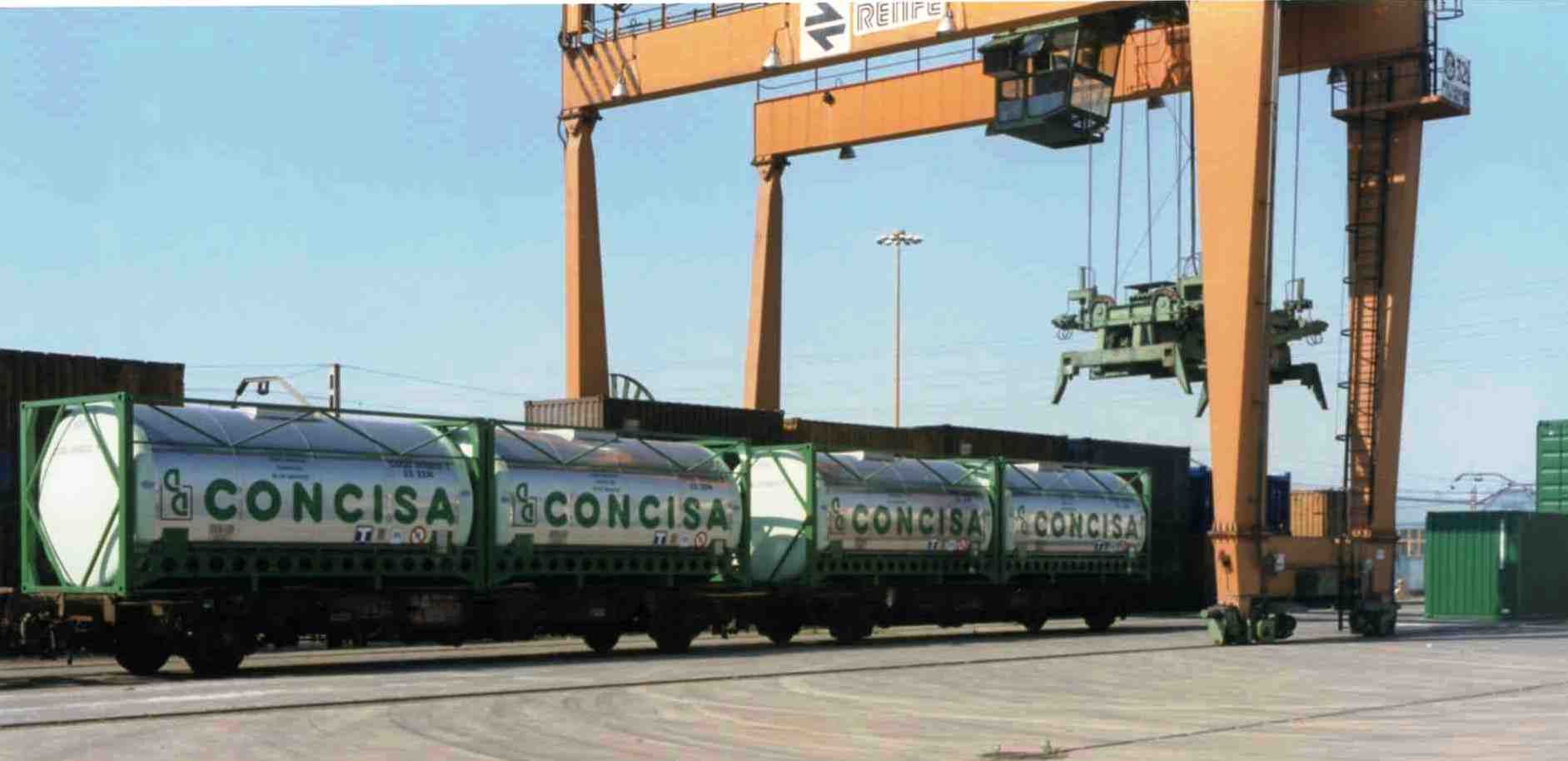
Tren de carga Lo-Lo.

Lo-Lo, acrónimo del término inglés Lift-on-lift-off, es un procedimiento en el que una carga, principalmente unidades de transporte intermodal» (UTI) es incorporada a un barco, un vagón de ferrocarril, un avión, un camión, o cualquier otro vehículo de transporte por medios verticales, como las grúas.
En contraste, los procedimientos horizontales Ro-Ro no necesitan grúas para cargar y descargar la mercancía.